# Custer, l'homme de l'ouest
Pour plus de détails, voir Fiche technique et Distribution.
Custer, l'homme de l'ouest (Custer of the West) est un film américain réalisé par Robert Siodmak en 1967.

## Synopsis
Le général George Armstrong Custer, héros de la guerre de Sécession, accepte un poste militaire important. Sur l’ordre du général Philip Sheridan, Custer lance une attaque contre un village cheyenne, pendant laquelle ses hommes se mettent à massacrer femmes et enfants. Lui et son régiment seront exterminés durant la bataille de Little Bighorn.

## Fiche technique
- Titre : Custer, l'homme de l'ouest
- Titre original : Custer of the West
- Réalisation : Robert Siodmak, assisté d'Irving Lerner et de Noël Howard
- Producteur : Philip Yordan
- Scénario : Julian Zimet, Bernard Gordon
- Direction artistique : Jean d'Eaubonne, Eugène Lourié et Julio Molina
- Photographie : Cecilio Paniagua
- Montage : Maurice Rootes
- Musique : Bernardo Segall
- Sociétés de production : Cinerama Releasing Corporation et Security Pictures
- Pays d'origine :  États-Unis
- Format : Couleur
- Genre : Western
- Durée : 143 min. (2h23)
- Date de sortie : 1967

## Distribution
- Robert Shaw (VF : Jacques Dacqmine) : le général George Armstrong Custer
- Mary Ure (VF : Martine Sarcey) : Elizabeth Custer (en), sa femme
- Ty Hardin (VF : Denis Savignat) : le major Marcus Reno
- Jeffrey Hunter : le capitaine Frederick Benteen
- Robert Ryan : le sergent Patrick Mulligan
- Lawrence Tierney (VF : André Valmy) : le général Philip Sheridan
- Kieron Moore : le chef indien Dull Knife
- Charles Stalmaker (VF : Marc Cassot) : le lieutenant Howells
- Robert Hall : le sergent Buckley
- Marc Lawrence (VF : François Maistre) : le chercheur d'or à bord du train
- Jack Gaskins
- Jack Taylor
- John Clark : le docteur du fort
- Fred Kohler Jr. (VF : Georges Aminel) : l'industriel qui vante le nouvel armement de chars/wagons blindés avec mitrailleuses
- Bill Christmas
- Luis Rivera : l'éclaireur indien
- Joe Zboran
- Clemence Bettany
- Jack Cooper
- Barta Barri (VF : Serge Nadaud) : le grand-duc Alexis

## Autour du film
La vie du général Custer est retracée à partir de la fin de la guerre de Sécession, dès qu’il prend le commandement du 7e régiment de cavalerie.
La situation du massacre est présentée de telle façon qu’il est exonéré de toute responsabilité lors de la bataille au bord de la rivière Washita.